# Barra Mansa Futebol Clube
Barra Mansa Futebol Clube, cujo acrônimo oficial é BMFC, é uma agremiação esportiva de Barra Mansa, no Estado do Rio de Janeiro, fundada a 15 de novembro de 1908. Suas cores são azul e branco. É considerado o primeiro time profissional do Brasil[carece de fontes?].
Nas décadas de 1940, 1950 e 1960 o clube disputou o Campeonato Fluminense. Nas décadas de 1920 a 1960, o clube era tido como um furacão nos gramados, ou como um verdadeiro Leão do Sul, que amedrontava os adversário. Nesse período, o Barra Mansa conquistou vários títulos, entre os quais,
destacam-se o de campeão fluminense de 1953 e o de supercampeão fluminense também de 1953, organizados pela extinta Federação Fluminense de Desporto. 
Nos anos 1980, o clube passou totalmente em branco, mas foi na década de 1990 que o Leão do Sul voltou a rugir. Em 1995, o Barra Mansa foi campeão do Módulo Intermediário do Campeonato Carioca. O regulamento do torneio previa que o campeão e o vice subissem para a elite do futebol carioca, mas por arbitrariedade da FERJ tal façanha não foi permitida. 
Em 2008, o Barra Mansa Futebol Clube retorna oficialmente às atividades. Com a ajuda de empresários e políticos, o clube disputa a 3ª Divisão do Campeonato Carioca. 
Em 2014, o Barra Mansa foi campeão da série B do Campeonato Carioca.

## Títulos

### Futebol
Campeão Invicto
| ESTADUAIS      | ESTADUAIS                                 | ESTADUAIS | ESTADUAIS                                                         |
|                | Competição                                | Títulos   | Temporadas                                                        |
| -------------- | ----------------------------------------- | --------- | ----------------------------------------------------------------- |
|                | Campeão Fluminense                        | 2         | 1953 e 1953 (edição Especial)                                     |
| Rio de Janeiro | Campeonato Carioca Série B                | 2         | 1995, 2014                                                        |
|                | Torneio Início do Camp. Fluminense        | 2         | 1953 e 1954                                                       |
|                | 1º turno do Campeonato Fluminense (DEP)   | 1         | 1953                                                              |
|                | 2º turno do Campeonato Fluminense (DEP)   | 1         | 1953                                                              |
|                | 1º Turno do Campeonato Carioca 2ª Divisão | 2         | 1993 e 2014                                                       |
|                | Zona Sul Fluminense                       | 5         | 1926, 1939, 1953, 1956 e 1958.                                    |
|                | Liga Esportiva do Sul-Fluminense          | 1         | 1933                                                              |
|                | Copa Vale do Paraíba                      | 3         | 1965, 1967 e 1968                                                 |
|                | Torneio Início da Copa Vale do Paraíba    | 3         | 1953, 1954 e 1971                                                 |
| MUNICIPAIS     |                                           |           |                                                                   |
|                | Competição                                | Títulos   | Temporadas                                                        |
| Barra Mansa    | Campeonato Citadino de Barra Mansa        | 11        | 1940, 1941,1942, 1943, 1944, 1946,1947, 1948, 1951, 1964 e 1977   |
| Barra Mansa    | Torneio Início do Campeonato Citadino     | 11        | 1941, 1942, 1943, 1944, 1946, 1950, 1960, 1964, 1966, 1971 e 1978 |
| Barra Mansa    | 1º turnos do citadino de Barra Mansa      | 2         | 1941(1º) e 1970(1º)                                               |
|                | 2º turno do citadino de Barra Mansa       | 1         | 1941                                                              |

#### Nacionais
- Participação no Campeonato Brasileiro Série C: (1996).

#### Interestaduais
- Vice-campeão do Torneio Confraternização Rio Guanabara 1967

#### Estaduais
- Vice campeão Estadual da Série C: (2010);
- Semifinalista do Estadual da Série C: (1991);
- Vice-campeonato Carioca da 2ª Divisão: 2 vezes - (1993) e (1996).
- Vice-Campeonato Fluminense: (1955).
- Vice-Supercampeonato Fluminense: (1955).
- Vice da Copa Vale do Paraíba: 1969
- Vice-campeonato da Copa Zico (Copa da Integração): (2001).
- Semifinalista do Torneio do Interior (Copa Rio): (1995).

### Futebol (categorias de base)
| ESTADUAIS                           | ESTADUAIS                                  | ESTADUAIS | ESTADUAIS        |
|                                     | Competição                                 | Títulos   | Temporadas       |
| ----------------------------------- | ------------------------------------------ | --------- | ---------------- |
| Rio de Janeiro                      | Campeão Carioca Série B Sub-17             | 2         | 2012, 2019       |
| Rio de Janeiro                      | Campeão Copa Light sub 17                  | 1         | 2013             |
| Rio de Janeiro                      | Ferj Campeão do Interior sub 20            | 1         | 2014             |
| Rio de Janeiro                      | Vice campeão Carioca série C Sub-20        | 1         | 2010             |
|                                     | Campeão Copa Light Sub-15                  | 1         | 2016             |
|                                     | Vice Campeão Copa Light Sub-13             | 1         | 2013             |
|                                     | Vice campeão Metropolitano Sub-13 / Sub-14 | 1         | 2017             |
|                                     | Vice Campeão Carioca Série B Sub-20        | 1         | 2011             |
| INTERESTADUAIS                      |                                            |           |                  |
|                                     | Competição                                 | Títulos   | Temporadas       |
| Rio de Janeiro · Paraná · São Paulo | Taça FutTalents Sub 20                     | 1         | 2020             |
| MUNICIPAIS                          |                                            |           |                  |
|                                     | Competição                                 | Títulos   | Temporadas       |
| Barra Mansa                         | Campeão citadino de Barra Mansa            | 3         | 1950,1953 e 1993 |

### Futsal
| ESTADUAIS      | ESTADUAIS                                   | ESTADUAIS | ESTADUAIS   |
|                | Competição                                  | Títulos   | Temporadas  |
| -------------- | ------------------------------------------- | --------- | ----------- |
| Rio de Janeiro | Vice Campeão da Copa Rio Sul Adulto         | 1         | 2014        |
|                | Campeão Rio Sul Dente de Leite Sub-10       | 1         | 2011        |
| Juvenil        |                                             |           |             |
|                | Competição                                  | Títulos   | Temporadas  |
| Rio de Janeiro | Campeão Estadual de 1º ano da Ufserj sub-13 | 2         | 2012 e 2013 |
| Rio de Janeiro | Campeão Estadual de 1º ano da Ufserj sub-09 | 1         | 2012        |

### Futsal feminino
| NACIONAIS      | NACIONAIS                                  | NACIONAIS | NACIONAIS  |
|                | Competição                                 | Títulos   | Temporadas |
| -------------- | ------------------------------------------ | --------- | ---------- |
| Brasil         | Jogos de Verão de Passa vinte              | 1         | 2014       |
| ESTADUAIS      |                                            |           |            |
|                | Competição                                 | Títulos   | Temporadas |
| Rio de Janeiro | Copa Diarinho                              | 1         | 2014       |
| Rio de Janeiro | Vice campeão dos Jogos Abertos do Interior | 1         | 2014       |
| Rio de Janeiro | Vice Campeão da Copa Rio Sul               | 1         | 2014       |

Categorias de Base
3º lugar na Copa Diarinho sub-15: 2014

### Tiro esportivo
Torneio Recreativo de Barra Mansa(1918)
Observação: O Barra Mansa montou uma equipe de tiro esportivo apenas para a disputa do torneio.

## Jogos importantes
| Data                    | Equipe #1   | Placar      | Equipe #2        | Local           | Nota                                                                    |                                                                                |
| ----------------------- | ----------- | ----------- | ---------------- | --------------- | ----------------------------------------------------------------------- | ------------------------------------------------------------------------------ |
| 14 de Fevereiro de 1954 | Barra Mansa | 1–0         | Valenciano       | Valença         | Primeiro título estadual do Barra Mansa                                 |                                                                                |
| 3 de Julho de 1954      | Barra Mansa | Barra Mansa | 1–0              | Goytacaz        | Campos                                                                  | Decisão do torneio em que Barra Mansa se sagra supercampeão Fluminense de 1953 |
| 16 de Março de 1995     | Barra Mansa | Barra Mansa | 1–0              | Nova Iguaçu     | Nova Iguaçu                                                             | Barra Mansa conquista a vaga para a elite do futebol carioca                   |
| 25 de Junho de 2014     | 2–1         | Barra Mansa | Tigres do Brasil | Duque de Caxias | Barra Mansa é campeão da Série B e conquista a vaga para a Série A 2015 |                                                                                |

## Rivalidades

### Barra Mansa x Resende
O primeiro confronto das duas equipes aconteceu em 3 de junho de 1917, quando o Leão do Sul saiu derrotado. No entanto, no domingo seguinte (10 de junho de 1917), houve uma revanche e, dessa vez, o time do Barra Mansa venceu, como registrado no jornal da época “ Cartão Postal” . Uma grande rixa nascia e os confrontos entre as duas equipes eram sempre muito esperados.
A primeira partida profissional entre Barra Mansa e Resende ocorreu em 10 de julho de 1934, quando se enfrentaram pela Liga Sportiva Sul-Fluminense. De lá, até hoje, foram 15 jogos oficiais. Considerando apenas os jogos disputados em competições oficiais e profissionais, Barra Mansa leva vantagem sobre o Resende. São 8 vitórias para o Barra Mansa, 4 empates e 3 vitórias para o Resende.

## Histórico em competições oficiais

### Estaduais
| Campeonato Fluminense | Campeonato Fluminense       | Campeonato Fluminense | Campeonato Fluminense |
| Ano                   | Camp.Vale do Paraíba / Zona | Pos.                  | Fase                  |
| --------------------- | --------------------------- | --------------------- | --------------------- |
| 1926                  | 1º                          | -                     | 2º Fase               |
| 1929                  | 2º                          | -                     |                       |
| 1933                  | 1º                          | -                     |                       |
| 1939                  | 1º                          | -                     | 2º Fase               |
| 1941                  | Não houve                   | -                     | Quarta de Final       |
| 1942                  | Não houve                   | -                     | Quarta de Final       |
| 1943                  | Não houve                   | -                     | Oitavas de Final      |
| 1944                  | Não houve                   | -                     | 2º Fase               |
| 1952                  | 3º                          | 3º                    |                       |
| 1952(Extra)           | 5º                          | 5º                    |                       |
| 1953                  | 1º                          | 1º                    |                       |
| 1953                  | Não houve                   | 1º                    |                       |
| 1953(Extra)           | Não houve                   | 1º                    |                       |
| 1954                  | 1º                          | 8º                    | 2º Fase               |
| 1955                  | 1º                          | 2º                    | 2º Fase               |
| 1955                  | 1º                          | 2º                    |                       |
| 1956                  | 1º                          | -                     | 2º Fase               |
| 1958                  | 1º                          | -                     |                       |
| 1964                  | -                           | -                     |                       |
| 1965                  | 1º                          | -                     | 2º Fase               |
| 1966                  |                             | -                     | -                     |
| 1967                  | 1º                          | -                     | 2º Fase               |
| 1968                  | 1º                          | 3º                    | 2º Fase               |
| 1969                  | 2º                          | 2º                    | 2º Fase               |
| 1971                  | -                           | -                     | 1º Fase               |
| 1975                  | -                           | -                     | 1º Fase               |